# Asparagobius
Asparagobius is een geslacht van vliesvleugeligen uit de familie Pteromalidae. De wetenschappelijke naam van dit geslacht is voor het eerst geldig gepubliceerd in 1905 door Mayr.

## Soorten
Het geslacht Asparagobius is monotypisch en omvat slechts de volgende soort:
- Asparagobius braunsi Mayr, 1905